# Santa Comba Dão
Santa Comba Dão – miejscowość w Portugalii, leżąca w dystrykcie Viseu, w regionie Centrum w podregionie Dão-Lafões. Miejscowość jest siedzibą gminy o tej samej nazwie.

## Demografia
| Liczba ludności gminy Santa Comba Dão (1801–2011) | Liczba ludności gminy Santa Comba Dão (1801–2011) | Liczba ludności gminy Santa Comba Dão (1801–2011) | Liczba ludności gminy Santa Comba Dão (1801–2011) | Liczba ludności gminy Santa Comba Dão (1801–2011) | Liczba ludności gminy Santa Comba Dão (1801–2011) | Liczba ludności gminy Santa Comba Dão (1801–2011) | Liczba ludności gminy Santa Comba Dão (1801–2011) | Liczba ludności gminy Santa Comba Dão (1801–2011) | Liczba ludności gminy Santa Comba Dão (1801–2011) |
| ------------------------------------------------- | ------------------------------------------------- | ------------------------------------------------- | ------------------------------------------------- | ------------------------------------------------- | ------------------------------------------------- | ------------------------------------------------- | ------------------------------------------------- | ------------------------------------------------- | ------------------------------------------------- |
| 1801                                              | 1849                                              | 1900                                              | 1930                                              | 1960                                              | 1981                                              | 1991                                              | 2001                                              | 2004                                              | 2011                                              |
| 893                                               | 6 089                                             | 12 237                                            | 14 088                                            | 13 723                                            | 14 099                                            | 12 209                                            | 12 473                                            | 12 393                                            | 11 597                                            |

## Sołectwa

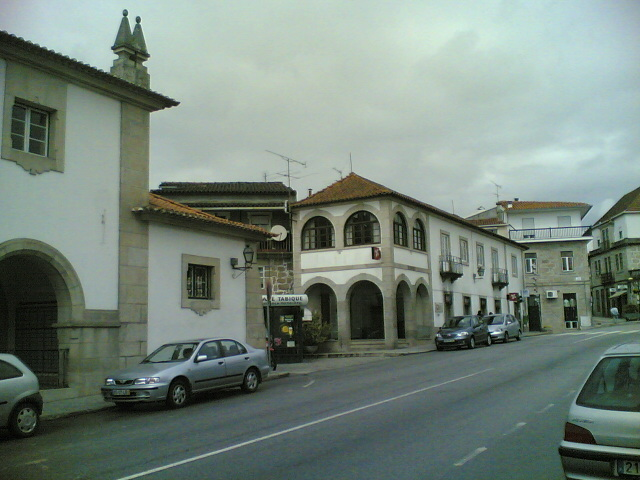
Santa Comba Dão

Sołectwa gminy Santa Comba Dão (ludność wg stanu na 2011 r.)
- Couto do Mosteiro – 1186 osób
- Nagozela – 447 osób
- Ovoa – 837 osób
- Pinheiro de Ázere – 937 osób
- Santa Comba Dão – 3386 osób
- São Joaninho – 1075 osób
- São João de Areias – 1939 osób
- Treixedo – 987 osób
- Vimieiro – 803 osoby